# 51forth (програмски језик)
51forth је имплементација програмског језика Форт, а креирао га је Скот Гемлик у компанији ИДАКОМ Електроника (енгл. IDACOM Electronics) 1989. године за Интел 8051 микроконтролер.